# Syrphus ribesii
Syrphus ribesii là một loài ruồi trong họ Ruồi giả ong (Syrphidae). Loài này được Linnaeus mô tả khoa học đầu tiên năm 1758. Syrphus ribesii phân bố ở vùng Cổ Bắc giới
Ấu trùng của nó ăn rệp. Tương tự như nhiều loài ruồi nhặng khác, con đực có đôi mắt gặp nhau trên đỉnh đầu, trong khi con cái có đôi mắt tách biệt xa nhau.